# Brazil's Next Top Model
Brazil's Next Top Model (thường được viết tắt là BrNTM) là chương trình truyền hình thực tế dựa trên  America's Next Top Model của Tyra Banks. Chương trình bắt đầu phát sóng vào tháng 10 năm 2007 trên Sony Entertainment Television. Nó được sản xuất bởi chi nhánh Brazil của Sony Entertainment Television kết hợp với Moonshot Pictures. Chương trình đã có ba mùa cho đến khi kết thúc trong năm 2009.

## Các mùa
| Mùa | Phát sóng           | Quán quân       | Á quân            | Các thí sinh theo thứ tự bị loại | Tổng số thí sinh | Điểm đến quốc tế |
| --- | ------------------- | --------------- | ----------------- | --- | ---------------- | ---------------- |
| 1   | 3 tháng 10 năm 2007 | Mariana Velho   | Ana Paula Bertola | Dandara Oliveira, Danielle Damásio, Isabella Chaves, Anne Wrobel, Andrea Medina, Érycka Martins, Karin Cavalli, Lana Sartin, Ana Paula Costa, Mariana Richardt, Lívia Maria Senador | 13               | Không có         |
| 2   | 4 tháng 9 năm 2008  | Maíra Vieira    | Élly Rosa         | Luana Caroline, Isabel Correa, Flávia Giussani, Carolline Vieira, Flavia Gleichmann, Rebeca Sampaio, Alinne Giacomini, Marianna Henud, Dayse Lima, Priscila Mallmann, Malana Jorge  | 13               | Buenos Aires     |
| 3   | 10 tháng 9 năm 2009 | Camila Trindade | Bruna Brito       | Jéssyca Schamne, Liana Góes, Rafa Xavier, Camila Shiratori, Rafaela Machado, Giovahnna Ziegler, Fabiana Teodoro, Julliana Aniceto, Bia Fernandes, Tatiana Domingues, Mírian Araújo  | 13               | Không có         |